# Мойсеєва Марія Никифорівна
Мойсеєва Марія Никифорівна (1 квітня 1889, містечко Красне Подільської губернії, нині с. Красне Тиврівського р-ну Вінницької обл. — дата смерті не встановлена, після 1969, м. Київ) — український ботанік-анатом, кандидат біологічних наук, доцент.

## Наукова біографія
1906 р. закінчила Київську Катерининську жіночу гімназію.
1916 р. закінчила фізико-математичне відділення Київських вищих жіночих курсів по відділу природничо-історичних наук. Навчалася у Олександра Льовшина та Миколи Холодного.
1912—1922 рр. в.о. асистента, асистент кафедри анатомії та фізіології рослин Київських вищих жіночих курсів.
1919—1930 рр. асистент кафедри морфології і систематики рослин Київського інституту народної освіти.
1930—1941 рр., 1943—1945 рр. доцент кафедри морфології і систематики рослин Київського інституту народної освіти. В цей період також була завідувачем (1931 по 1933 рр.) та науковим співробітником (1934—1940 рр.) лабораторії анатомії та фізіології рослин.
1934—1941 рр. за сумісництвом науковий співробітник Інституту ботаніки Академії наук УРСР.
У період окупації Києва (1941—1943 рр.) — старший науковий співробітник відділу мікробіології рослин Інституту ботаніки, Крайового інституту сільськогосподарської ботаніки.
1945—1947 рр. старший науковий співробітник Ботанічного саду імені академіка О. В. Фоміна.
У 1948 році вийшла на пенсію за станом здоров'я.
Була членом Київського товариства природознавців (1916), Німецького ботанічного товариства (1929), Українського та Всесоюзного ботанічного товариств (1951).
У 1969 році була опублікована ювілейна стаття присвячена 80-річчю дослідниці, на час публікації якої вона була жива. Дата смерті невідома.
Автор понад 60 наукових праць, опублікованих у вітчизняних та зарубіжних виданнях (Англія, Німеччина та ін.)

## Наукові ступені
1935 р. отримала науковий ступінь кандидата біологічних наук без захисту дисертації за рішенням Президії Академії наук УРСР та Вченої ради Київського університету.
1936 р. — доцент, 1939 р. — старший науковий співробітник.
Вчена рада Київського університету виступила із клопотанням про надання Мойсеєвій ступеня доктора біологічних наук за сукупністю наукових робіт, але Вища атестаційна комісія СРСР відхилила пропозицію.
1960 р. підготувала докторську дисертацію «Мітогенетичні промені та мітогенетичні методи». Через проблеми зі здоров'ям була змушена відмовитись від захисту.

## Основні напрямки наукової діяльності
- Мітогенетичне проміння

У результаті п'ятнадцятирічних досліджень спростувала методи вивчення мітогенетичного проміння О. Г. Гурвича та А. П. Потоцької, довівши, що мітогенетичні ефекти утворюються під впливом сторонніх факторів, які не бралися до уваги.
- Методи трансплантації рослинних тканин.

Довела, що сонячне проміння стимулює міцне та швидке зростання щеп.
- Фітогормони

Займалася вивченням розташування ростових речовин у кукурудзі. Відкрила хлорофілоносну тканину в судинно-волокнистих пучках (лубі, камбії і деревині) гарбузового стебла.
- Анатомія рослин

Використовуючи анатомічні дослідження, зробила корективи у систематиці роду Acer.

## Основні праці
- Про мітогенетичне проміння Ґурвіча // Український ботанічний журнал. — 1929. — Т. 5, вип. 1. — С. 41-55. Архівовано з джерела 22 травня 2017. Процитовано 20 січня 2019.
- До анатомічної будови стебла кленів у зв'язку з їх філогенією // Журнал Інституту ботаніки ВУАН. — 1939. — Вип. 23 (31). — С. 13-26. Архівовано з джерела 21 січня 2019. Процитовано 20 січня 2019.
- До функції корінців прищепи при трансплантації трав'янистих рослин // Ботанічний журнал АН УРСР. — 1947. — Т. 4, вип. 1-2. — С. 39-44. Архівовано з джерела 21 січня 2019. Процитовано 20 січня 2019.
- Фітогормони в житті рослини // Ботанічний журнал АН УРСР. — 1955. — Т. 12, вип. 1. — С. 83-100. Архівовано з джерела 21 січня 2019. Процитовано 20 січня 2019.
- О физиологически активных веществах в тканях злаков // Ботанический журнал. — 1956. — Т. 41, вип. 4.(рос.)
- О дискуссии по фитогормонам // Ботанический журнал. — 1956. — Т. 41, вип. 4.(рос.)
- О корнеобразовании привоя при трансплантации пасленовых и других растений // Ботанический журнал. — 1958. — Т. 43, вип. 1. — С. 85-92.(рос.)